# Blauwburgwal
De Blauwburgwal in Amsterdam is een grachtje tussen het Singel (ter hoogte van de 'Lijnbaanssteeg') en de Herengracht (ter hoogte van de 'Herenstraat'). Het is de kortste tussengracht in de binnenstad en onderdeel van de grachtengordel (west).
Het water is gegraven eind 16e eeuw. Halverwege de even zijde grenst de Langestraat aan de Blauwburgwal. De gracht kent twee bruggen, in de kade van het Singel ligt brug 11, in de kade van de Herengracht brug 19.

## Geschiedenis
Voor de stadsuitleg van 1612 heette de Blauwburgwal 'Lijnbaansgracht' (als verlengde van de Lijnbaanssteeg). Toen bij de uitleg een nieuwe Lijnbaansgracht ontstond, werd de naam veranderd in Blauwburgwal naar de Blauwe Brug, thans Lijnbaansbrug (over het Singel) geheten. Op 11 mei 1940 werd een deel van de Blauwburgwal (hoek Herengracht) door een Duits bombardement verwoest. Hierbij werden veertien panden verwoest en vielen 44 doden en 79 gewonden. In 2020 werd een plaquette onthuld die hieraan herinnert. Op de plaats van de verwoeste huizen verrees in 1952 een blok nieuwbouw.

## Architectuur
Tussen allerlei gemeentelijke en rijksmonumenten bevindt zich gebouw Blauwburgwal 22, een bijzonderheid vanwege de verhoogde klokgevel, de enige binnen Amsterdam. Op huisnummer 15 staat nog een onderstuk ontworpen door Dolf van Gendt. Op de hoek met de Langestraat staat een gebouw in de stijl van Amsterdamse School.